# گوسی (اصطلاح)
گوسِی (به ژاپنی: 五世) اصطلاحی در زبان ژاپنی است که به نبیره‌های مهاجران ژاپنی (ایسی) در کشورهای دیگر گفته می‌شود. ترجمه تحت‌اللفظی این عبارت «نسل پنجم» است. گوسی، فرزند یک یونسی، نوه یک سانسی و نتیجه یک نیسی محسوب می‌شود.
| مهاجران ژاپنی‌تبار و فرزاندان آن‌ها | مهاجران ژاپنی‌تبار و فرزاندان آن‌ها | مهاجران ژاپنی‌تبار و فرزاندان آن‌ها | مهاجران ژاپنی‌تبار و فرزاندان آن‌ها |
| نسل                               | فارسی                             | ژاپنی                             | انگلیسی                           |
| --------------------------------- | --------------------------------- | --------------------------------- | --------------------------------- |
| نسل اول                           | ایسی                              | 一世                              | Issei                             |
| نسل دوم                           | نیسی                              | 二世                              | Nisei                             |
| نسل سوم                           | سانسی                             | 三世                              | Sansei                            |
| نسل چهارم                         | یونسی                             | 四世                              | Yonsei                            |
| نسل پنجم                          | گوسی                              | 五世                              | Gosei                             |

## یادکرد منابع
1. 1 2 3  Densho Encyclopedia.